# كونيكتوم
الكونيكتوم هو الخريطة الشاملة للاتصالات العصبية في الدماغ، ويمكن اعتباره بمثابة «الرسم البياني لشبكة أسلاك» الدماغ. يتكون الجهاز العصبي لدى الكائن الحي من العصبونات التي تتواصل مع بعضها البعض عبر المشابك. ينشأ الكونيكتوم عن تتبع العصبونات في الجهاز العصبي وتخطيط أماكن اتصال العصبونات عبر المشابك.
تبرز أهمية الكونيكتوم عند إدراك مدى تعقيد العلاقة التي تربط بنية الدماغ البشري ووظيفته، عبر مختلف المستويات والأنماط المتعددة لموصولية الدماغ. توجد العديد من القيود الطبيعية التي تفرض على العصبونات أو المجموعات العصبية التفاعل وفقًا لها، أو تتحكم بمدى قوة هذه التفاعلات أو اتخاذها المسار المباشر. في الحقيقة، يكمن أساس المعرفة البشرية في نمط التفاعلات الديناميكية الذي يشكله الكونيكتوم.
بصرف النظر عن تخطيطات البنية – الوظيفة شديدة التعقيد والتغير، يمثل الكونيكتوم أساسًا لا غنى عنه في التفسير الآلي لبيانات الدماغ الديناميكية، بدءًا بتسجيلات الوحدة المفردة وصولًا إلى التصوير العصبي الوظيفي.

## نشأة المصطلح واستخدامه
في عام 2005، اقترح د. أولاف سبورنز في جامعة إنديانا بالتزامن مع د. باتريك هاغمان في مستشفى لوزان الجامعي مصطلح «كونيكتوم» كل على حدة، إذ أشار المصطلح إلى خريطة من الاتصالات العصبية داخل الدماغ. استلهم الطبيبان هذا المصطلح بشكل مباشر من الجهود المستمرة لإيجاد سلاسل الشيفرة الجينية البشرية – من أجل بناء الجينوم.
يمكن تعريف «علم الكونيكتوم» (هاغمان، 2005) بوصفه العلم المعني بتجميع مجموعات بيانات الكونيكتوم وتحليلها.

كتب سبورنز وآخرون في ورقتهم البحثية بعنوان «الكونيكتوم البشري، وصف بنيوي للدماغ البشري» لعام 2005:
لفهم وظيفة شبكة ما، يجب على المرء معرفة عناصرها وارتباطاتها. يتمثل هدف المقال في مناقشة الاستراتيجيات البحثية الهادفة إلى إيجاد وصف بنيوي شامل لشبكة العناصر والاتصالات المشكلة للدماغ البشري. نحن نقترح «الكونيكتوم» البشري كتسمية لمجموعة البيانات هذه، ونجادل بأهميته الجوهرية في علم الأعصاب المعرفي وعلم النفس العصبي. سيزيد الكونيكتوم بشكل معتبر من فهمنا لكيفية نشوء حالات الدماغ الوظيفية من ركيزتها البنيوية الأساسية، وسيوفر رؤى آلية جديدة لكيفية تأثر وظيفة الدماغ عند اضطراب هذه الركيزة البنيوية.
كتب هاغمان في أطروحته، من التصوير بالرنين المغناطيسي الموزون بالانتشار إلى علم كونيكتوم الدماغ، لنيل درجة الدكتوراه في عام 2005: 
بشكل مشابه للجينوم، الذي يُعتبر أكثر بكثير من مجرد تجاور للجينات، من الواضح أن مجموعة الاتصالات العصبونية الكلية في الدماغ أكثر بكثير أيضًا من حاصل جمع مكوناتها الفردية. يُعد الجينوم كيانًا بذاته، إذ تنشأ [الحياة] من التفاعل الجيني عالي الدقة. بطريقة مماثلة، يمكن النظر في كونيكتوم الدماغ، مجموعة الاتصالات العصبونية الكلية، باعتباره كيانًا مفردًا، ما يؤكد بالتالي على حقيقة اعتماد قدرة الاتصال العصبونية والقوة الحاسوبية في الدماغ بشكل حاسم على عمارة الموصولية الدقيقة والمعقدة بشكل مذهل.
ساهم سيباستيان سيونغ في الآونة الأخيرة في تعميم مصطلح «كونيكتوم» من خلال خطابه بعنوان أنا الكونيكتوم الذي ألقاه في مؤتمر تيد لعام 2010، إذ ناقش الأهداف عالية المستوى لتخطيط الكونيكتوم البشري، بالإضافة إلى الجهود المستمرة لبناء الخريطة العصبية ثلاثية الأبعاد من نسج الدماغ على النطاق الميكروي. في عام 2012، نشر سيونغ كتابه بعنوان كونيكتوم: كيف تجعلنا أسلاك الدماغ ما نحن عليه.

## لدونة الكونيكتوم
في بداية مشروع الكونيكتوم، شاع الاعتقاد بثبات الاتصالات بين العصبونات وعدم قابليتها للتغير بعد إنشائها، إذ اقتصرت التغيرات على المشابك الفردية. مع ذلك، تقترح الأدلة الحديثة أن موصولية الدماغ عرضة للتغير، إذ يُعرف ذلك بمصطلح اللدونة العصبية. يستطيع الدماغ إعادة التوصيل بإحدى الطريقتين: تشكيل المشابك وإزالتها في اتصال ناشئ أو تشكيل الاتصالات بين العصبونات بأكملها أو إزالتها. تلعب كلا الآليتين المستخدمتين في إعادة التوصيل دورًا هامًا في تعلم المهام الجديدة كليًا التي تستلزم في بعض الأحيان اتصالات جديدة بالكامل بين مناطق الدماغ. مع ذلك، تشكل قدرة الدماغ على اكتساب اتصالات كاملة أو فقدانها مشكلة أمام تخطيط الكونيكتوم العالمي بين الأنواع. على الرغم من حدوث إعادة التوصيل على نطاقات مختلفة، من النطاق الميكروي إلى النطاق الماكروي، لا يحدث كل نطاق لوحده بمعزل عن البقية. على سبيل المثال، يزيد إجمالي عدد المشابك بمقدار 5 أضعاف في كونيكتوم الربداء الرشيقة منذ ولادتها حتى مرحة البلوغ، ما يسبب تغييرات في خصائص الشبكة المحلية والعالمية. تحتفظ بعض شبكات الكونيكتوم التطورية الأخرى، مثل الكونيكتوم العضلي، بعدد من خصائص الشبكة العالمية على الرغم من انخفاض عدد المشابك بمقدار 10 أضعاف في وقت مبكر من الحياة التالية للولادة.

### إعادة التوصيل على النطاق الواسع (الماكروي)
يرجع الدليل على إعادة التوصيل على النطاق الواسع إلى الأبحاث حول كثافة المادة الرمادية والبيضاء، إذ أشارت إلى وجود اتصالات جديدة أو تغيرات في كثافة المحوار. يأتي الدليل المباشر على مستوى إعادة التوصيل هذا من الدراسات حول الرئيسيات، باستخدام التتبع الفيروسي من أجل تخطيط تشكل هذه الاتصالات. استطاعت بعض الرئيسيات بعد تعليمها استخدام أدوات جديدة تطوير اتصالات جديدة بين القشرة بين الجدارية والمناطق البصرية العليا في الدماغ. قدمت دراسات فيروسية أخرى أدلة على حدوث إعادة التوصيل الماكروية لدى الحيوانات البالغة خلال عملية التعلم الترابطي. مع ذلك، من غير المرجح حدوث إعادة التوصيل الواسعة على الاتصالات العصبية ذات المسافات البعيدة لدى البالغين. من المحتمل أن التغيرات المرصودة في إعادة التوصيل على النطاق الواسع عبارة عن تغيرات صغيرة في السبيل العصبي الناشئ بالفعل.

### إعادة التوصيل على النطاق المتوسط (الميزوي)
تشمل إعادة التوصيل على النطاق المتوسط دراسة وجود اتصالات كاملة بين الخلايا أو غيابها. تأتي الأدلة على مستوى إعادة التوصيل هذا من رصد تشكيل الدوائر المحلية لاتصالات جديدة كنتيجة اللدونة المعتمدة على الخبرة في القشرة البصرية. بالإضافة إلى ذلك، يزداد عدد الاتصالات المحلية بين العصبونات الهرمية والقشرة الحسية الجسدية الأولية بعد تغير التجربة الحسية لشعيرات الشارب لدى القوارض.

### إعادة التوصيل على النطاق الدقيق (الميكروي)
تمثل إعادة التوصيل على النطاق الدقيق تشكيل الاتصالات المشبكية أو إزالتها بين عصبونين، ويمكن دراستها عبر التصوير الطولي ثنائي الفوتون. يمكن رصد الأشواك الشجيرية على العصبونات الهرمية في غضون أيام بعد التجربة الحسية والتعلم. يمكن ملاحظة التغيرات في غضون خمس ساعات حتى على اللمم الذروية للعصبونات الهرمية من الطبقة الخامسة في القشرة الحركية الأولية بعد مهمة الوصول إلى البذرة لدى الرئيسيات.

## مجموعات البيانات

### البشر
أُطلق مشروع الكونيكتوم البشري، برعاية معاهد الصحة الوطنية الأمريكية (إن آي إتش)، بهدف تخطيط 86 مليار عصبون (مع اتصالاته) في دماغ الإنسان.

### نماذج الكائنات الحية

#### الديدان الأسطوانية
ينتمي أول كونيكتوم معاد بناؤه بالكامل (والوحيد حتى الآن) إلى الربداء الرشيقة من فصيلة الديدان الأسطوانية. بدأت الجهود الرئيسية مع الصور المجهرية الإلكترونية الأولى التي نشرها وايت، وبرينر وآخرون في عام 1986. بالاستناد إلى هذا العمل البارز، أمكن نشر أول كونيكتوم على الإطلاق (أطلق عليه الباحثون حينئذ اسم «قاعدة بيانات الدائرة العصبية») لدودة الربداء الرشيقة على شكل كتاب مع إرفاقه بعدد من الأقراص المرنة بواسطة أشاسوكو وياماموتو في عام 1992. عرض أشاسوكو الورقة الأولى للتمثيل الحاسوبي الخاص بهذا الكونيكتوم ونشرها قبل ثلاث سنوات في ندوة حول تطبيقات الحاسوب في العناية الطبية (إس سي إيه إم سي) في عام 1989. خضع كونيكتوم الربداء الرشيقة في وقت لاحق للتنقيح إذ أمكن توسيعه ليشمل التغيرات خلال تطور الحيوان.

#### ذباب الفاكهة
يجري في الوقت الحالي تخطيط العديد من الأقسام المختلفة للنسيج العصبي من ذباب الفاكهة، بما في ذلك قسم جزئي من الدماغ («شبه الدماغ») والحبل العصبي البطني بأكمله.

#### الفئران
أمكن بناء بعض شبكات الكونيكتوم الجزئي للشبكية بشكل ناجح بالإضافة إلى القشرة البصرية الأولية لدى الفئران.
استُكمل بناء أول كونيكتوم كامل للدائرة العصبية لدى إحدى الثدييات في عام 2021. شمل هذا البناء تطوير جميع الاتصالات بين الجهاز العصبي المركزي والعضلة المفردة من الولادة حتى مرحلة البلوغ.